# Kōnstantinos Panagī
Kōnstantinos Panagī (in greco Κωνσταντίνος Παναγή?; Nicosia, 8 ottobre 1994) è un calciatore cipriota, portiere dell'EN Paralimni e della nazionale cipriota.

## Carriera

### Club
Ha giocato nella prima divisione cipriota.

### Nazionale
Dopo aver giocato con le nazionali cipriote Under-17, Under-19 ed Under-21, nel 2016 ha esordito in nazionale maggiore.

## Statistiche

### Cronologia presenze e reti in nazionale
| Cronologia completa delle presenze e delle reti in nazionale ― Cipro | Cronologia completa delle presenze e delle reti in nazionale ― Cipro | Cronologia completa delle presenze e delle reti in nazionale ― Cipro | Cronologia completa delle presenze e delle reti in nazionale ― Cipro | Cronologia completa delle presenze e delle reti in nazionale ― Cipro | Cronologia completa delle presenze e delle reti in nazionale ― Cipro | Cronologia completa delle presenze e delle reti in nazionale ― Cipro | Cronologia completa delle presenze e delle reti in nazionale ― Cipro |
| Data                                                                 | Città                                                                | In casa                                                              | Risultato                                                            | Ospiti                                                               | Competizione                                                         | Reti                                                                 | Note                                                                 |
| -------------------------------------------------------------------- | -------------------------------------------------------------------- | -------------------------------------------------------------------- | -------------------------------------------------------------------- | -------------------------------------------------------------------- | -------------------------------------------------------------------- | -------------------------------------------------------------------- | -------------------------------------------------------------------- |
| 24-3-2016                                                            | Odessa                                                               | Ucraina                                                              | 1 – 0                                                                | Cipro                                                                | Amichevole                                                           | -1                                                                   |                                                                      |
| 6-9-2016                                                             | Nicosia                                                              | Cipro                                                                | 0 – 3                                                                | Belgio                                                               | Qual. Mondiali 2018                                                  | -3                                                                   |                                                                      |
| 7-10-2016                                                            | Il Pireo                                                             | Grecia                                                               | 2 – 0                                                                | Cipro                                                                | Qual. Mondiali 2018                                                  | -2                                                                   |                                                                      |
| 10-10-2016                                                           | Zenica                                                               | Bosnia ed Erzegovina                                                 | 2 – 0                                                                | Cipro                                                                | Qual. Mondiali 2018                                                  | -2                                                                   | 36’                                                                  |
| 13-11-2016                                                           | Nicosia                                                              | Cipro                                                                | 3 – 1                                                                | Gibilterra                                                           | Qual. Mondiali 2018                                                  | -1                                                                   |                                                                      |
| 22-3-2017                                                            | Nicosia                                                              | Cipro                                                                | 3 – 1                                                                | Kazakistan                                                           | Amichevole                                                           | -1                                                                   |                                                                      |
| 25-3-2017                                                            | Nicosia                                                              | Cipro                                                                | 0 – 0                                                                | Estonia                                                              | Qual. Mondiali 2018                                                  | -                                                                    |                                                                      |
| 9-6-2017                                                             | Faro                                                                 | Gibilterra                                                           | 1 – 2                                                                | Cipro                                                                | Qual. Mondiali 2018                                                  | -1                                                                   |                                                                      |
| 31-8-2017                                                            | Nicosia                                                              | Cipro                                                                | 3 – 2                                                                | Bosnia ed Erzegovina                                                 | Qual. Mondiali 2018                                                  | -2                                                                   |                                                                      |
| 3-9-2017                                                             | Tallinn                                                              | Estonia                                                              | 1 – 0                                                                | Cipro                                                                | Qual. Mondiali 2018                                                  | -1                                                                   |                                                                      |
| 7-10-2017                                                            | Nicosia                                                              | Cipro                                                                | 1 – 2                                                                | Grecia                                                               | Qual. Mondiali 2018                                                  | -2                                                                   |                                                                      |
| 10-10-2017                                                           | Bruxelles                                                            | Belgio                                                               | 4 – 0                                                                | Cipro                                                                | Qual. Mondiali 2018                                                  | -4                                                                   |                                                                      |
| 9-9-2018                                                             | Nicosia                                                              | Cipro                                                                | 2 – 1                                                                | Slovenia                                                             | UEFA Nations League 2018-2019 - 1º turno                             | -1                                                                   |                                                                      |
| 13-10-2018                                                           | Sofia                                                                | Bulgaria                                                             | 2 – 1                                                                | Cipro                                                                | UEFA Nations League 2018-2019 - 1º turno                             | -2                                                                   |                                                                      |
| 16-10-2018                                                           | Lubiana                                                              | Slovenia                                                             | 1 – 1                                                                | Cipro                                                                | UEFA Nations League 2018-2019 - 1º turno                             | -1                                                                   | 82’                                                                  |
| 16-11-2018                                                           | Nicosia                                                              | Cipro                                                                | 1 – 1                                                                | Bulgaria                                                             | UEFA Nations League 2018-2019 - 1º turno                             | -1                                                                   |                                                                      |
| 19-11-2018                                                           | Nicosia                                                              | Cipro                                                                | 0 – 2                                                                | Norvegia                                                             | UEFA Nations League 2018-2019 - 1º turno                             | -2                                                                   |                                                                      |
| 21-3-2019                                                            | Nicosia                                                              | Cipro                                                                | 5 – 0                                                                | San Marino                                                           | Qual. Mondiali 2018                                                  | -                                                                    |                                                                      |
| 6-9-2019                                                             | Nicosia                                                              | Cipro                                                                | 1 – 1                                                                | Kazakistan                                                           | Qual. Mondiali 2018                                                  | -1                                                                   |                                                                      |
| 9-9-2019                                                             | Serravalle                                                           | San Marino                                                           | 0 – 4                                                                | Cipro                                                                | Qual. Mondiali 2018                                                  | -                                                                    |                                                                      |
| 10-10-2019                                                           | Nur-Sultan                                                           | Kazakistan                                                           | 1 – 2                                                                | Cipro                                                                | Qual. Mondiali 2018                                                  | -1                                                                   |                                                                      |
| 13-10-2019                                                           | Nicosia                                                              | Russia                                                               | 5 – 0                                                                | Cipro                                                                | Qual. Mondiali 2018                                                  | -2                                                                   | 41’                                                                  |
| 7-6-2021                                                             | Kharkiv                                                              | Ucraina                                                              | 4 – 0                                                                | Cipro                                                                | Amichevole                                                           | -4                                                                   |                                                                      |
| 24-9-2022                                                            | Larnaca                                                              | Cipro                                                                | 1 – 0                                                                | Grecia                                                               | UEFA Nations League 2022-2023 - 1º turno                             | -                                                                    |                                                                      |
| 27-9-2022                                                            | Pristina                                                             | Kosovo                                                               | 5 – 1                                                                | Cipro                                                                | UEFA Nations League 2022-2023 - 1º turno                             | -5                                                                   |                                                                      |
| 16-11-2022                                                           | Larnaca                                                              | Cipro                                                                | 0 – 2                                                                | Bulgaria                                                             | Amichevole                                                           | -2                                                                   |                                                                      |
| 28-3-2023                                                            | Erevan                                                               | Armenia                                                              | 2 – 2                                                                | Cipro                                                                | Amichevole                                                           | -2                                                                   | 90+4’                                                                |
| 19-11-2023                                                           | Limassol                                                             | Cipro                                                                | 1 – 0                                                                | Lituania                                                             | Amichevole                                                           | -                                                                    |                                                                      |
| Totale                                                               |                                                                      | Presenze                                                             | 28                                                                   |                                                                      | Reti                                                                 | -43                                                                  |                                                                      |

## Palmarès

### Club

#### Competizioni nazionali
- Campionato cipriota: 1

Omonia: 2020-2021
- Supercoppa di Cipro: 1

Omonia: 2021
- Coppa di Cipro: 2

Omonia: 2021-2022, 2022-2023